# Присєка
45°14′ пн. ш. 15°43′ сх. д. / 45.24° пн. ш. 15.71° сх. д.
Присєка (хорв. Prisjeka) — населений пункт у Хорватії, у Карловацькій жупанії у складі громади Войнич.

## Населення
Населення за даними перепису 2011 року становило 24 осіб.
Динаміка чисельності населення поселення: